# اتحاد بسكرة
اتحاد بسكرة، نادي جزائري لكرة القدم مقره في بسكرة. تأسس عام 1934 وألوانه هي الأخضر والأسود. ملعب الفريق هو ملعب 18 فيفري في مدينة بسكرة الذي يتسع لـ 35000 متفرج. يلعب النادي حاليا في الرابطة الجزائرية المحترفة الأولى.

## الإنجازات
- الرابطة الجزائرية المحترفة الثانية لكرة القدم: البطل سنة 2004- 2005.

## مواضيع ذات صلة
- كرة القدم في الجزائر
- الاتحادية الجزائرية لكرة القدم
- كأس الجمهورية الجزائرية لكرة القدم
- كأس الرابطة الوطنية الجزائرية لكرة القدم
- كأس السوبر الجزائري